# Uruaçu Futebol Clube
Uruaçu Futebol Clube é um clube brasileiro de futebol sediado em Uruaçu, no estado de Goiás.

## História
Fundado em 1959 em Uruaçu, o clube foi vice-campeão da segunda divisão do Campeonato Goiano em 1994.[carece de fontes?]
O Grêmio Buritialegrense foi o campeão do certame.[carece de fontes?]
Em 1995, o clube disputou a seletiva para o campeonato goiano. Com duas vitórias, oito derrotas e um empate, a equipe não somou pontos suficientes para disputar a primeira divisão.[carece de fontes?]
Ainda em 1995, o clube disputou a segunda divisão, somou cinco vitórias, quatro empates e apenas uma derrota. O certame foi vencido pelo Bom Jesus.[carece de fontes?]
Depois de uma pausa de sete anos, o clube voltou ao futebol profissional em 2002, quando disputou a Terceira divisão do Campeonato Goiano.[carece de fontes?]
Em 2003, o clube iniciou mais uma pausa no futebol profissional, só que dessa, o clube ficou 20 anos fora do futebol profissional. Nesse período o clube disputou apenas campeonatos amadores.[carece de fontes?]
A equipe uruaçuense disputou a Superliga do Norte Goiano de Futebol de 2017, finalizando a competição na terceira posição e  viu seu conterrâneo novato, Barcelona Futebol Clube chegar a final e ser campeão ao derrotar o Vila Nova ECP, de Porangatu.

### De volta ao futebol Profissional
O Uruaçu Futebol Clube voltou ao futebol profissional na temporada 2022. O clube foi uma das 13 equipes inscritas na Terceira Divisão do Campeonato Goiano de Futebol de 2022, que teve início no dia 3 de setembro de 2022. Treinado pelo ex-lateral Augusto César, chegou até as semi-finais sendo eliminado pelo Centro Oeste.

### 2023
Na Terceira Divisão do Campeonato Goiano de 2023, o clube chegou até as semi-finais novamente, mas após dois empates nos jogos é eliminado pela ABECAT nos pênaltis por 4 a 2.

### 2024
Em 2024, o Uruaçu disputou a terceira divisão do Campeonato Goiano de Futebol.
Na primeira fase, a equipe ficou no grupo A da competição, junto com: Tupy de Jussara, EC Rio Verde e Pires do Rio FC. A equipe venceu quatro partidas, empatou uma e perdeu outra, somando 13 pontos. Alcançando a classificação para segunda fase (mata-mata), onde perdeu os dois jogos para o Rio Verde. Findando assim, a participação na competição.

#### Elenco 2024
Fontes: FGF
e CBF

## Campanhas de destaque

### Estaduais
- Vice-Campeonato Goiano da Segunda Divisão: 1994.[2]